# 5497 Sararussell
Az 5497 Sararussell (ideiglenes jelöléssel 1975 SS) a Naprendszer kisbolygóövében található aszteroida. Schelte J. Bus fedezte fel 1975. szeptember 30-án.